# Adam Lallana
Adam David Lallana, född 10 maj 1988 i St Albans, är en engelsk fotbollsspelare som spelar för Southampton i Premier League.

## Klubblagskarriär

### Bournemouth och Southampton
Lallana startade sin fotbollskarriär i AFC Bournemouth innan han vid 12 års ålder i september 2000 bytte till Southampton. Lallana gjorde sin seniordebut för klubben i en 5–2-vinst mot Yeovil Town i ligacupen i augusti 2006. I oktober 2007 skrev han på ett låneavtal med moderklubben AFC Bournemouth, dock endast skrivet på en månad då Lallana hann göra tre framträdanden. 
Lallana gjorde sitt första mål för Southampton när laget möte West Bromwich Albion i Championship den 28 april 2008. 20-åringen hade blivit en given startspelare under säsongen 2008/09 och skrev i augusti 2008 på ett nytt treårskontrakt. 
Lallana gjorde säsongen 2009/10 totalt gjort 20 mål liga- och cupspel, en bedrift ingen mittfältare i Southampton hade lyckats med sedan Matthew Le Tissier gjorde 30 mål säsongen 1994/95.
I januari 2011 förlängde Lallana sitt kontrakt med Southampton fram till sommaren 2015. Efter att gjort 11 mål i League One säsongen 2010/11 utsågs han till PFA Årets Lag. 
Lallana gjorde sin Premier Leaguedebut när Southampton möte Manchester City i premiäromgången av Premier League säsongen 2012/13, en match där han också fick bära kaptensbindeln när laget föll med 3–2 mot de regerande mästarna. Det första Premier League-målet kom i en 4–1-förlust mot West Ham United. 

### Liverpool
Inför säsongen 2014/15 skrev Lallana på för Liverpool, en övergång som ska ha legat på runt 25 miljoner Euro. Han gjorde sin debut för Liverpool i september 2014 efter att han blivit inbytt mot Raheem Sterling i den 63:e matchminuten i en match som slutade med 1–0-förlust mot Aston Villa. Den 4 oktober 2014 gjorde han sitt första mål för klubben när han gjorde öppningsmålet i en 2–1-vinst mot West Bromwich Albion. 
Den 25 juni 2020 blev Lallanas Liverpool engelska ligamästare för första gången på 30 år efter att konkurrenten och tabelltvåan Manchester City förlorat mot Chelsea. Adam Lallana spelade sex säsonger i Liverpool innan han lämnade sommaren 2020.

### Brighton & Hove Albion
Lallana skrev i juli 2020 på ett treårskontrakt med Brighton & Hove Albion som free agent. I mars 2023 förlängde han sitt kontrakt i klubben med ett år.

### Återkomst i Southampton
I juni 2024 blev Lallana klar för en återkomst i Southampton, där han skrev på ett ettårskontrakt.

## Landslagskarriär
Lallana togs ut till engelska A-landslaget för första gången inför VM-kvalmatchen mot Ukraina, men han fick inte göra sin landslagsdebut, då han tillbringade matchen på bänken. Han fick göra sin debut mot Chile den 15 november 2013.
I maj 2014 blev Lallana av förbundskaptenen Roy Hodgson uttagen i Englands trupp till fotbolls-VM 2014.
Lallana blev även uttagen till EM 2016 i Frankrike. Där spelade han i samtliga Englands matcher under mästerskapet.

## Övrigt
Lallana var som barn supporter till Everton, lokalrivaler till Liverpool.

## Meriter

### Southamton
- EFL Trophy: 2009–10

### Liverpool
- Premier League: 2020
- UEFA Champions League: 2019
- UEFA Super Cup: 2019
- VM för klubblag: 2019